# Clèlas
Clelles és un municipi francès situat al departament de la Isèra i a la regió d'Alvèrnia-Roine-Alps. L'any 2007 tenia 489 habitants.

## Demografia

### Població
El 2007 la població de fet de Clelles era de 489 persones. Hi havia 220 famílies de les quals 72 eren unipersonals (24 homes vivint sols i 48 dones vivint soles), 84 parelles sense fills, 52 parelles amb fills i 12 famílies monoparentals amb fills.
La població ha evolucionat segons el següent gràfic:
Habitants censats

### Habitatges
El 2007 hi havia 326 habitatges, 229 eren l'habitatge principal de la família, 83 eren segones residències i 14 estaven desocupats. 263 eren cases i 61 eren apartaments. Dels 229 habitatges principals, 142 estaven ocupats pels seus propietaris, 72 estaven llogats i ocupats pels llogaters i 15 estaven cedits a títol gratuït; 2 tenien una cambra, 23 en tenien dues, 45 en tenien tres, 59 en tenien quatre i 100 en tenien cinc o més. 153 habitatges disposaven pel capbaix d'una plaça de pàrquing. A 114 habitatges hi havia un automòbil i a 79 n'hi havia dos o més.

### Piràmide de població
La piràmide de població per edats i sexe el 2009 era:
| Homes | Edats   | Dones |
| ----- | ------- | ----- |
| 0     | 95 o +  | 4     |
| 0     | 90 a 94 | 0     |
| 4     | 85 a 89 | 4     |
| 8     | 80 a 84 | 4     |
| 4     | 75 a 79 | 0     |
| 4     | 70 a 74 | 20    |
| 16    | 65 a 69 | 0     |
| 16    | 60 a 64 | 12    |
| 16    | 55 a 59 | 16    |
| 12    | 50 a 54 | 16    |
| 8     | 45 a 49 | 8     |
| 8     | 40 a 44 | 4     |
| 20    | 35 a 39 | 4     |
| 12    | 30 a 34 | 16    |
| 16    | 25 a 29 | 16    |
| 8     | 20 a 24 | 4     |
| 4     | 15 a 19 | 16    |
| 0     | 10 a 14 | 12    |
| 16    | 5 a 9   | 20    |
| 20    | 0 a 4   | 12    |

## Economia
El 2007 la població en edat de treballar era de 303 persones, 220 eren actives i 83 eren inactives. De les 220 persones actives 203 estaven ocupades (113 homes i 90 dones) i 17 estaven aturades (7 homes i 10 dones). De les 83 persones inactives 40 estaven jubilades, 21 estaven estudiant i 22 estaven classificades com a «altres inactius».

### Ingressos
El 2009 a Clelles hi havia 221 unitats fiscals que integraven 487 persones, la mediana anual d'ingressos fiscals per persona era de 17.671 €.

### Activitats econòmiques
Dels 61 establiments que hi havia el 2007, 3 eren d'empreses extractives, 3 d'empreses alimentàries, 1 d'una empresa de fabricació d'altres productes industrials, 9 d'empreses de construcció, 11 d'empreses de comerç i reparació d'automòbils, 4 d'empreses de transport, 5 d'empreses d'hostatgeria i restauració, 1 d'una empresa d'informació i comunicació, 3 d'empreses financeres, 8 d'empreses de serveis, 10 d'entitats de l'administració pública i 3 d'empreses classificades com a «altres activitats de serveis».
Dels 19 establiments de servei als particulars que hi havia el 2009, 1 era una gendarmeria, 1 oficina de correu, 1 una oficina bancària, 3 tallers de reparació d'automòbils i de material agrícola, 1 taller d'inspecció tècnica de vehicles, 2 paletes, 1 guixaire pintor, 3 fusteries, 1 lampisteria, 1 electricista, 2 perruqueries i 2 restaurants.
Dels 5 establiments comercials que hi havia el 2009, 2 eren botiges de menys de 120 m², 1 una fleca, 1 una carnisseria i 1 una botiga de roba.
L'any 2000 a Clelles hi havia 18 explotacions agrícoles que ocupaven un total de 832 hectàrees.

## Equipaments sanitaris i escolars
El 2009 hi havia una escola elemental.

## Poblacions més properes
El següent diagrama mostra les poblacions més properes.